# 季子
季子（きこ、本名：大津 歩美（おおつ あゆみ）、1981年7月22日 - ）は、日本の女性歌手、声優、ラジオパーソナリティ。大阪府守口市出身。旧名は大津 貴子（おおつ きこ）、COON（コーン）。2007年2月21日にメジャーデビュー。
15歳から曲を作り始め、21歳の時に送った楽曲がきっかけとなり大阪から東京へ。ライブハウス、路上でのライブを行いながら楽曲を増やしていく。
2005年のクリスマスに、代々木公園で行っていた路上ライブがレコード会社の目に止まり、2007年2月、ユニバーサルJより『大津貴子』としてメジャーデビュー。2枚のシングルをリリースする。
さらに、大津貴子として活動しながらも、2008年には自身の声とキャラクターがアニメ関係者の目に止まり『COON』としての活動もスタート。2枚のシングルをリリース。
また、音楽活動以外にもラジオパーソナリティや声優、舞台等、多方面に活動の場を広げる。2014年にフリーとなり「季子」として活動開始。介護士として働きながら自身が一番大切に感じている家族愛を歌い続けている。

## 経歴
- 2004年 - 音楽関係者から大津のデモテープを聞かされた細川たかしに見出される。細川は大津を「シンガー・ソングライターとして大切に育てたい」と、親交のあった安田祥子にボイストレーニングを依頼する。
- 2007年2月 - ユニバーサルJよりデビュー。
- 2008年3月まで - 『Dr.コパの黄金の扉』（KBCラジオ）のサブパーソナリティとして出演。
- 2008年4月1日 - Dr.コパの命名によりCOONと改名。
- 2008年 - 文化放送ラジオ『太田英明とCOONのPICK UP STATION!!』レギュラー出演。
- 2008年 - 『ネットゴーストPIPOPA』で声優デビュー。
- 2011年3月 - 細川たかし音楽事務所を退所。
- 2013年4月 - ライブ活動再開、名前を季子と改名。
- 2014年4月 - MBSラジオ新歌舞伎座プレゼンツ『カンゲキのススメ』メインパーソナリティとして出演。

## 人物
- 親交の深い人物に白石涼子、新井里美、清水香里などの声優他、芸人のキャラメルクラッチの上地春奈などがおり、大の仲良しでブログにも登場している。特に白石涼子とはよく二人で遊びにいくなど仲の良さをコメントしている。文化放送アナウンサーの太田英明とも親交が深い。
- デビュー曲がアニメのエンディング曲だった縁で、声優としても活動するようになる[1]。

## ディスコグラフィ

### シングル 大津貴子名義
1. 父と娘のうた（2007年2月21日）
  - 父と娘のうた『志村けんのだいじょうぶだぁ』エンディングテーマ
  - Lovin' Darlin Forever　『オンズコンフィアンス』CMソング
2. ほほえみの花（2010年3月31日）
  - ほほえみの花 ※映画『育子からの手紙』主題歌
  - ありがとう ※映画『春色のスープ』主題歌

### シングル COON名義
1. 星キラリ（2008年5月7日）
  - 星キラリ ※テレビアニメ『ネットゴーストPIPOPA』前期エンディングテーマ
  - ハピネス
2. パスワード@PIPOPA（2008年11月5日）
  - パスワード@PIPOPA ※テレビアニメ『ネットゴーストPIPOPA』後期オープニングテーマ

### アルバム 季子 / Kico 名義

#### 1) 1st Album / 月になる (2014/7/20 発売)
久米大作氏プロデュースによる自身初リリースとなる1stアルバム『月になる』
- 1. 月になる
- 2. 無理な恋
- 3. Mr.Rain
- 4. 恋心
- 5. Over the Park
- 6. あの道
- 7. No.9
- 8. アイシテル

#### 2) 2nd Album / Family Restaurant (2017/7/22 発売)
2014年音楽プロデューサーに久米大作を迎え、名を新たに季子として活動スタート。自身が何より大切に感じている家族愛を詰め込んだ2nd Album『Family Restaurant』1曲目Introductionには声優の白石涼子、2曲目Holicにはベース岡田治郎を迎えたミニアルバム。
- 1. introduction
- 2. Holic
- 3. 東京
- 4. パパへ
- 5. シアワセノサイン
- 6. 売れる歌は歌えない
- 7. 魔法のレストラン（Bonus Track）

#### 3) 3rd Album / inochi no uta (2018/7/22 発売)
ベーシスト岡田治郎をサウンドプロデュースに迎える。全曲書き下ろしフルアルバム。
- 1. introduction 愛するために生まれてきた
- 2. いのちの歌
- 3. Magic Miller
- 4. Still
- 5. 星空ラジオ
- 6. 愛のベクトル
- 7. いつもそばに
- 8. Deep silence ~最期の恋~
- 9. 記憶の種
- 10. Ending 愛するために生まれてきた

#### 4) 4th Album / 水面歌 (2019/7/22 発売)
ベーシスト岡田治郎がサウンドプロデュース。令和元年 季子 全曲書き下ろしのフルアルバム。
- 1. 水面歌
- 2. どうしようもない私
- 3. 星空の帰り道
- 4. 七つの海を越えて
- 5. 美人
- 6. 誰も知らぬこの夜を
- 7. 今、戦う君へ
- 8. 愛のココロツアー
- 9. 冬桜
- 10. 心のパズル

## 出演

### テレビアニメ
※ 太字はメインキャラクター
- ネットゴーストPIPOPA（2008年、ショッピン、ホルルン、COON）
- 宇宙をかける少女（2009年、大倉ネネコ）

### ラジオ
- Dr.コパの黄金の扉（KBCラジオ）
- 太田英明とCOONのP!ck Up ★ STATION（文化放送）
- 新歌舞伎座プレゼンツ カンゲキのすすめ（MBSラジオ、2014年4月 - 9月）

### CM
- オンズコンフィアンス

### 舞台
- 唄う弥次喜多道中旅日記（加トちゃん一座旗揚げ公演）